# 미국사회학회
미국사회학회(American Sociological Association, ASA)는 사회학의 규율과 전문성을 증대하기 위한 비영리 단체이다. 1905년 미국사회학협회(American Sociological Society)로 존스 홉킨스 대학교에서 설립되었으며, 초대 회장은 레스터 프랭크 워드였다. 미국사회학회는 《미국 사회학 비평》(American Sociological Review, 미국사회학회보)과 《컨텍스트》(Contexts) 등의 학술지를 출간하고 있다.